# Chalais (Charente)
Chalais település Franciaországban, Charente megyében. Lakosainak száma 1799 fő (2022. január 1.). Chalais Curac, Montboyer, Orival, Rioux-Martin, Saint-Avit, Saint-Quentin-de-Chalais és Yviers községekkel határos.

## Népesség
A település népessége az elmúlt években az alábbi módon változott:
| Lakosok száma | 1834 | 2204 | 2172 | 1974 | 1797 | 1782 | 1759 | 1776 | 1786 | 1799 |
|               | 1968 | 1982 | 1990 | 2006 | 2013 | 2015 | 2017 | 2019 | 2020 | 2022 |